# Johanna Tesch
Johanna Friederike Tesch, geborene Carillon (* 24. März 1875 in Frankfurt am Main; † 13. März 1945 in Ravensbrück) war eine deutsche Politikerin (SPD).

## Leben
Geboren als fünftes Kind des aus Wehrheim im Taunus stammenden Schneidermeisters Johann Bernhard Carillon (1838–1908) und seiner Frau Johanna Maria, geb. Pauly (1842–1917). Johanna Carillon arbeitete bis zur Heirat 1899 im elterlichen Haushalt. Sie hatte drei Söhne. 1902 gehörte sie zu den Mitbegründern des Bildungsvereins für Frauen und Mädchen und arbeitete führend im Verband der Haus- und Büroangestellten mit. 1906 wurde Tesch 1. Vorsitzende der Frankfurter Ortsgruppe des Zentralverbandes der Haus- und Büroangestellten, 1916 Mitglied der städtischen Deputation für Irre und Epileptische. In die SPD trat Tesch 1909 ein (bis 1908 war es Frauen in Preußen verboten, Mitglied einer politischen Partei zu werden). Als Eintrittsdatum wurde im Mitgliedsbuch 1902 angegeben.
Tesch war 1919 Abgeordnete der Deutschen Nationalversammlung und von 1920 bis 1924 Mitglied der SPD-Fraktion des Reichstags. Seit 1933 lebte sie zurückgezogen mit ihrem Ehemann im Frankfurter Stadtteil Riederwald.
Nach dem gescheiterten Attentat vom 20. Juli 1944 auf Adolf Hitler wurde Johanna Tesch am 22. August 1944 im Rahmen der Aktion Gitter im Alter von 69 Jahren von den Nationalsozialisten verhaftet und in das Frauenkonzentrationslager Ravensbrück gebracht, wo sie am 13. März 1945 an den Folgen der Haft (wahrscheinlich Unterernährung) starb. Ihr Mann Richard Tesch, der regelmäßig Briefe und Päckchen an Johanna Tesch im Konzentrationslager schickte, aber lange Zeit keine Antwort von seiner Frau bekam, wusste bis Juni 1945 nichts vom Tod seiner Frau. Ihren kurz vor ihrem Tod geschriebenen Abschiedsbrief erhielt er erst im Juli 1945 über Lore Wolf.

## Gedenken

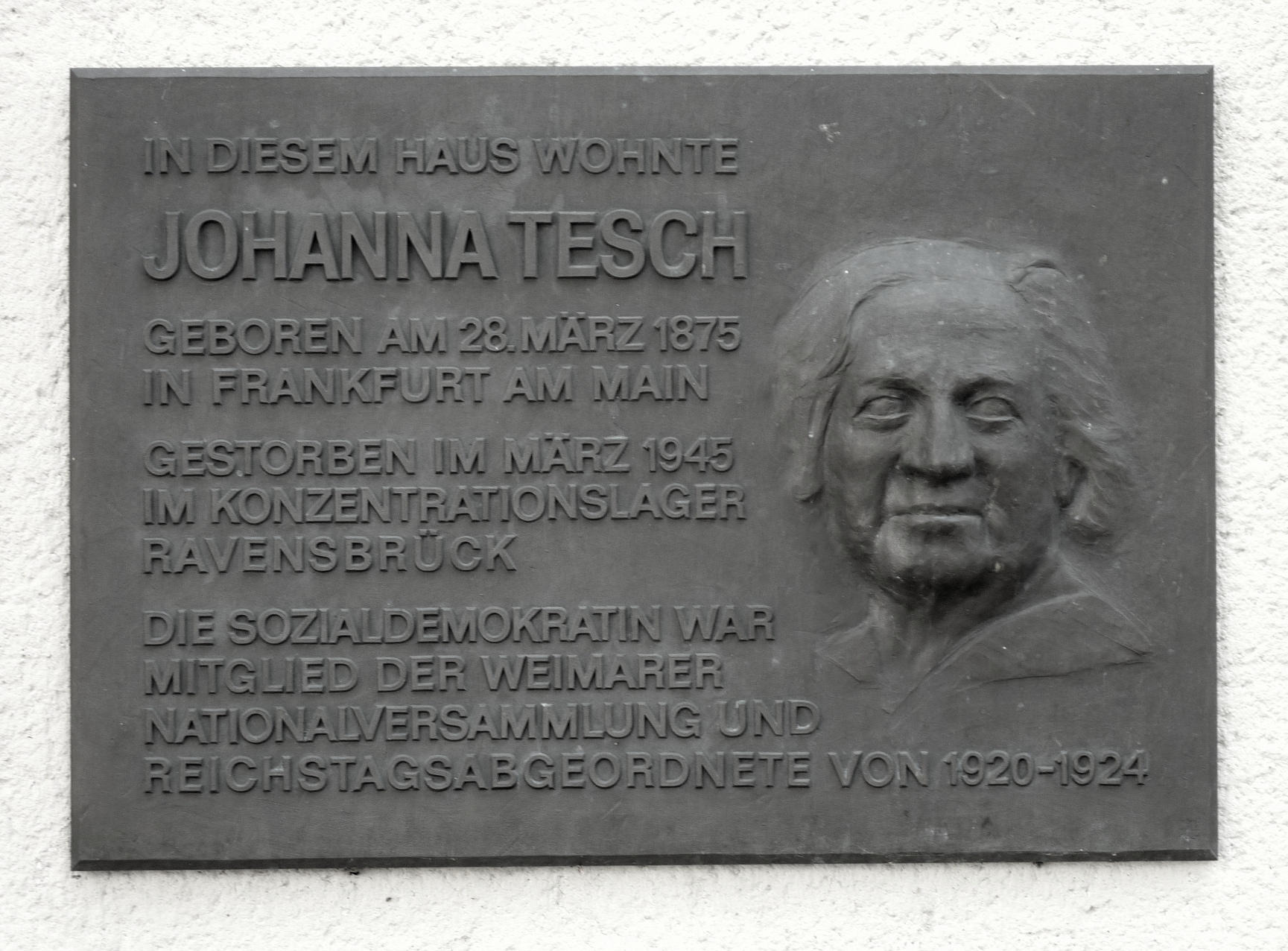
Tesch-Gedenkplakette an ihrem Wohnhaus in Frankfurt-Riederwald

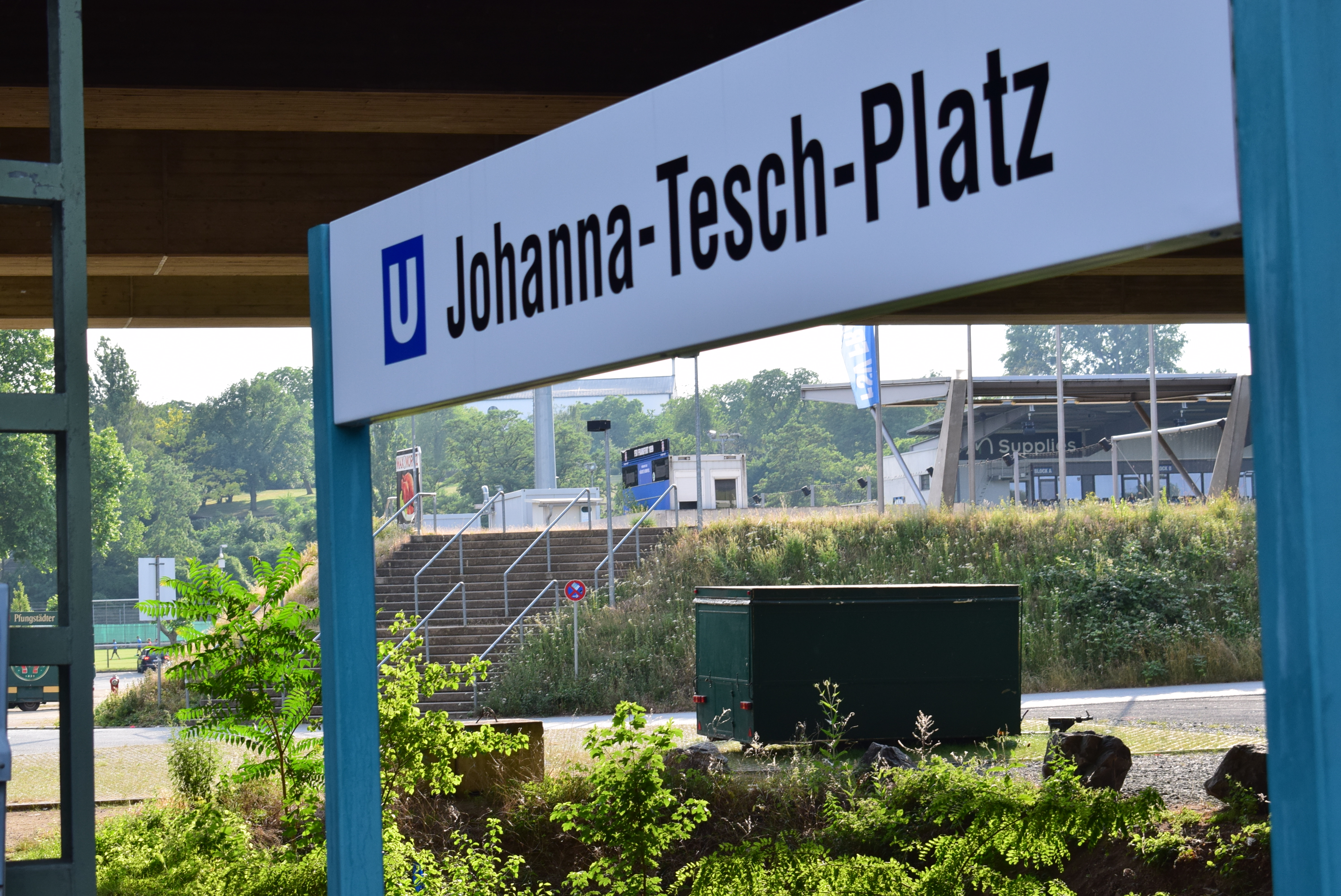
U-Bahn-Station Johanna-Tesch-Platz

An ihrem Wohnhaus Am alten Volkshaus 1 (früher: Max-Hirsch-Str. 32) erinnert seit 1995 eine Gedenktafel an die „Streiterin für Demokratie und Gerechtigkeit“. Die Stadt Frankfurt am Main ehrte sie durch die Umbenennung des Schulze-Delitzsch-Platzes in Johanna-Tesch-Platz.
Berlin gedenkt der Frankfurterin mit einer der 96 Gedenktafeln für von den Nationalsozialisten ermordete Reichstagsabgeordnete in der Nähe des Reichstags sowie einer Straße in Niederschöneweide. In Gummersbach ist ein Kindergarten der Arbeiterwohlfahrt (AWO) nach ihr benannt. In Frankfurt am Main gibt es seit 2019 eine Johanna-Tesch-Schule. Die SPD Frankfurt-Riederwald und die AWO im Riederwald haben 2005 einen Preis für soziales Engagement zu ihren Ehren gestiftet. Der dotierte Preis wird alle zwei Jahre an Einzelpersonen, Vereine oder Institutionen verliehen.
Anlässlich des 60. Todestages von Johanna Tesch veranstaltete die SPD am 18. März 2005 eine Gedenkveranstaltung und ein Erzählcafé. Am 13. März 2020, dem 75. Todestag, sollte im Institut für Stadtgeschichte ein Bildervortrag zum Leben und eine Lesung aus den Briefen Johanna Teschs stattfinden. Diese Veranstaltung wurde wegen des Corona-Virus kurzfristig abgesagt und wurde am 7. Februar 2022 nachgeholt.
Der Verein für Frankfurter Arbeitergeschichte hat gemeinsam mit der Enkelin Sonja Tesch den gesamten Briefwechsel von 1909 bis 1945 in einem Dokumentationsband herausgegeben. Die Zeit der parlamentarischen Arbeit und der politischen Agitation von 1919 bis 1925 wurde von den gleichen Herausgebern in einem kommentierten Band gemeinsam mit dem Institut für Stadtgeschichte Frankfurt am Main herausgegeben.
Bruni Marx folgt in ihrem Stadtteilhistorikerprojekt den Spuren der Familie Tesch in Frankfurt am Main und hat dazu die Broschüre Leben und Wirken der Familie Tesch in Frankfurt am Main (2022) veröffentlicht.